# Konstal 102Na
Konstal 102Na – dwuczłonowy tramwaj normalnotorowy, wytwarzany w latach 1970–1973 przez zakłady Konstal w Chorzowie. Stanowi modyfikację tramwaju Konstal 102N. Wersje wąskotorowe (102NaW i 803N) produkowano w latach 1973–1974. Ogółem wyprodukowano 600 wagonów, które w całości dostarczono do miast ówczesnej Polskiej Rzeczypospolitej Ludowej.

## Konstrukcja
102Na to dwuczłonowy, jednokierunkowy, sześcioosiowy, normalnotorowy, silnikowy wagon tramwajowy. W porównaniu ze 102N powrócono do kształtu ścian czołowych montowanych wcześniej w wozach 13N. Skrajne wózki są napędowe, a wózek środkowy, na którym opierają się obydwa człony, jest toczny. Początkowo wózki zabezpieczone były osłonami, które jednak z czasem usunięto. Przegub łączący obydwa człony znajduje się nad środkowym wózkiem. Do wnętrza każdego z członów z prawej strony nadwozia prowadzi dwoje czteroczęściowych drzwi harmonijkowych. Projekt wizualny tramwaju 102Na został stworzony przez Instytut Wzornictwa Plastycznego.
Wewnątrz tramwaju zamontowano siedzenia w układzie 1+1 kryte skajem. Podłogę wyłożono wykładziną z gumy. Oświetlenie przedziału pasażerskiego stanowią połączone szeregowo żarówki chronione półkolistymi kloszami. Wentylację wnętrza umożliwiały przesuwne plastikowe szybki w górnych częściach okien oraz uchylne klapy dachowe.
W tramwaju 102Na zamontowano wyposażenie elektryczne z rozruchem oporowym. W skrajnych wózkach znajdują się po dwa szeregowe silniki prądu stałego typu LTb-220 (każdy napędza jedną oś). Zastosowano hamulce elektrodynamiczne, elektromagnetyczne oraz szynowe. Środkowy wózek posiada dodatkowo hamulec tarczowy. Prąd elektryczny o napięciu 600 V DC (w konurbacji górnośląskiej 660 V DC) pobierany jest z sieci trakcyjnej za pomocą pantografu OTK-1 umieszczonego na dachu z przodu pierwszego członu. Niskonapięciowe obwody pulpitu motorniczego są zasilane z przetwornicy wirowej napięciem 40 V DC. Sterowanie tramwajem odbywa się za pomocą nastawnika jazdy w formie korbki, posiadającego 22 pozycje jazdy, 20 pozycji hamowania i pozycję 0. Z przodu tramwaju umieszczono jeden okrągły reflektor, a na ściankach przedniej i tylnej gniazda sterowania wielokrotnego.

## Produkowane odmiany

### 102NaW
Wąskotorowa wersja 102Na otrzymała oznaczenie 102NaW. Prototypowym egzemplarzom nadano numery 876 i 877. Ciekawostką był zamontowany w seryjnych egzemplarzach system nagłaśniający złożony z mikrofonu, głośników i wzmacniacza.

### 102Nb
W 1971 r. stworzono podtyp 102Nb, charakteryzujący się brakiem gniazd sterowania wielokrotnego. Takie oznaczenie nie przyjęło się jednak i zamiast niego stosowano standardowe 102Na.

### 102Nd
Dla Wrocławia wyprodukowano w roku 1973 wersję 102Nd, różniącą się przełączaniem silników trakcyjnych podczas rozruchu, nieprzystosowaniem do jazdy w trakcji wielokrotnej i drobnymi szczegółami konstrukcyjnymi (m.in. montaż wiązki przewodów elektrycznych na dachu oraz zastosowanie trójpłatowych drugich i trzecich drzwi). Ostatni tramwaj tego typu został zezłomowany w lutym 2018 roku przez osobę prywatną, która odkupiła go za 5 tys. złotych od Towarzystwa Miłośników Wrocławia.

### 803N
Wąskotorowa odmiana tramwaju 102Nd i następca 102NaW.

## Modernizacje
| Typ                 | Modernizacja                                                                                                 | Modernizacja w latach | Eksploatacja           |
| ------------------- | --- | --------------------- | ---------------------- |
| Konstal 102NaD      | przebudowa na doczepy czynne                                                                                 | 1983–1985             | Kraków                 |
| –                   | montaż dwóch reflektorów, siedzeń z laminatu, przycisków otwierania drzwi przez pasażerów                    | lata 90. XX wieku     | Szczecin               |
| –                   | likwidacja prawej połówki pierwszych drzwi i dolnych szybek we wszystkich drzwiach, montaż dwóch reflektorów | lata 90. XX wieku     | Konurbacja górnośląska |
| Konstal 102Na G-089 | przebudowa na dwukierunkowy                                                                                  | 1996                  | Wrocław                |
| Konstal 803N mod.   | przebudowa wnętrza, nowy wygląd                                                                              | 1997–2005             | Łódź                   |

### Kraków
W Krakowie w latach 1983–1985 pięć wagonów 102Na przebudowano na doczepy czynne. Modernizacji poddano pojazdy, których przody zostały uszkodzone w wyniku wypadków. Przebudowane wagony oznaczono symbolem 102NaD. Kursowały wyłącznie w Krakowie.

### Łódź
Wersje wąskotorowe 803N poddane zostały w Łodzi gruntownym modernizacjom na typ Konstal 803N mod. Wymieniona została struktura nośna pudeł i okna na podobne do stosowanych w wagonach 805Na. Sylwetka wagonu uległa modyfikacjom z kształtów obłych na kanciaste, a całość wyciszono. Wewnątrz zamontowano podwójne siedzenia pokryte materiałem oraz kabinę motorniczego, unowocześniono także wystrój wnętrza. W wyniku przebudowy liczba miejsc siedzących wzrosła z 30 do 44. Wersja zmodernizowana eksploatowana była w Łodzi wyłącznie na liniach podmiejskich przez Międzygminną Komunikację Tramwajową. Tramwaje w wersji oryginalnej były natomiast użytkowane przez Tramwaje Podmiejskie. 31 marca 2012 roku zakończono ich eksploatację w obu spółkach, a zarazem i w całej Polsce. Część wagonów miała zostać zachowana jako pojazdy zabytkowe.

## Dostawy
| Państwo        | Miasto                 | Typ            | Lata dostaw    | Liczba | Numery taborowe           | Uwagi                                                  |               |
| -------------- | ---------------------- | -------------- | -------------- | ------ | ------------------------- | ------------------------------------------------------ | ------------- |
| Polska         | Bydgoszcz              | 102Na          | 1973–1974      | 20     |                           |                                                        | [ 6 ]         |
| Polska         | Częstochowa            | 102Na          | 1970–1972      | 18     |                           |                                                        | [ 7 ]         |
| Polska         | Gdańsk                 | 102Na          | 1970-1973      | 45     | 1105–1149                 |                                                        | [ 8 ]         |
| Polska         | Gorzów Wielkopolski    | 102Na          | 1972–1973      | 5      | 14, 16, 17, 24, 25        |                                                        | [ 9 ]         |
| Polska         | Konurbacja górnośląska | 102Na          | 1970           | 128    | 151–249                   |                                                        | [ 10 ]        |
| Polska         | Kraków                 | 102Na          | 1970–1974      | 58     | 208–265                   | wagony nr 213, 222, 244 przebudowano na doczepy 102NaD | [ 11 ]        |
| Polska         | Łódź                   | 102NaW         | 1972–1973      | 20     | 876–895                   | 876 i 877 – prototypy                                  | [ 4 ]         |
| Polska         | Łódź                   | 803N           | 1973–1975      | 139    | 896–939, 461–487, 940–999 |                                                        | [ 12 ]        |
| Polska         | Poznań                 | 102Na          | 1970–1973      | 65     | 9–73                      |                                                        | [ 13 ] [ 14 ] |
| Polska         | Szczecin               | 102Na          | 1971–1972      | 30     | 601–630                   |                                                        | [ 15 ]        |
| Polska         | Toruń                  | 803N           | 1974           | 10     | 201–210                   |                                                        | [ 16 ]        |
| Polska         | Wrocław                | 102Na          | 1970–1973      | 80     | 2003–2082                 | pominięto numery 2041 i 2050                           | [ 2 ]         |
| Polska         | Wrocław                | 102Nd          | 1973           | 22     | 2083–2104                 |                                                        | [ 2 ]         |
| Łączna liczba: | Łączna liczba:         | Łączna liczba: | Łączna liczba: | 640    |                           |                                                        |               |

## Eksploatacja
Tramwaje 102Na eksploatowane były w większości miast Polski dysponujących komunikacją tramwajową, w prawie wszystkich miastach w Polsce są wycofane z użycia.
Pierwszym miastem, które zakończyło liniową eksploatację pojazdów typu 102N i 102Na był Gdańsk. W 1988 roku dokonano wymiany 43 sztuk wagonów 102Na oraz 3 sztuk wagonów 102N na 46 sztuk wagonów 105N wyprodukowanych w latach 1976–1978 pomiędzy WPK Gdańsk (poprzednik spółki GAiT) a MPK Kraków. We wrześniu 2008 roku wycofano z eksploatacji wagony w GOP-ie. Przedostatnim miastem eksploatującym te tramwaje liniowo był Wrocław, gdzie ostatnią planową jazdę tramwaj 102Na odbył 17 maja 2011 roku. W Poznaniu tramwaj 102Na eksploatowany był liniowo na linii numer 3 do roku 2013.
Od 29 czerwca do 15 września 2019 w dni wolne od pracy tramwaj 102Na pojawił się w ruchu planowym na linii nr 8 w Gdańsku.
W 1974 w Krakowie, przy współpracy fachowców przedsiębiorstwa komunikacyjnego ze Szczecina, uruchomiono eksploatację wagonów 102Na w trakcji ukrotnionej (m.in. linie 4, 22). Później stosowano ją także w innych miastach (m.in. linie 0, 7, 15, 37 i 40 w GOP, linie nr 14 i 17 we Wrocławiu). Było to rozwiązanie problemu stałego braku motorniczych, z jakim przedsiębiorstwa komunikacyjne w Polsce borykały się w latach 70. i 80. XX wieku. Ostatnim miastem, w którym eksploatowano składy 102Na w ten sposób był Szczecin, gdzie duża pojemność takiego składu była niezbędna do obsługi komunikacyjnej Cmentarza Centralnego w okresie dnia Wszystkich Świętych.

### Szczecin

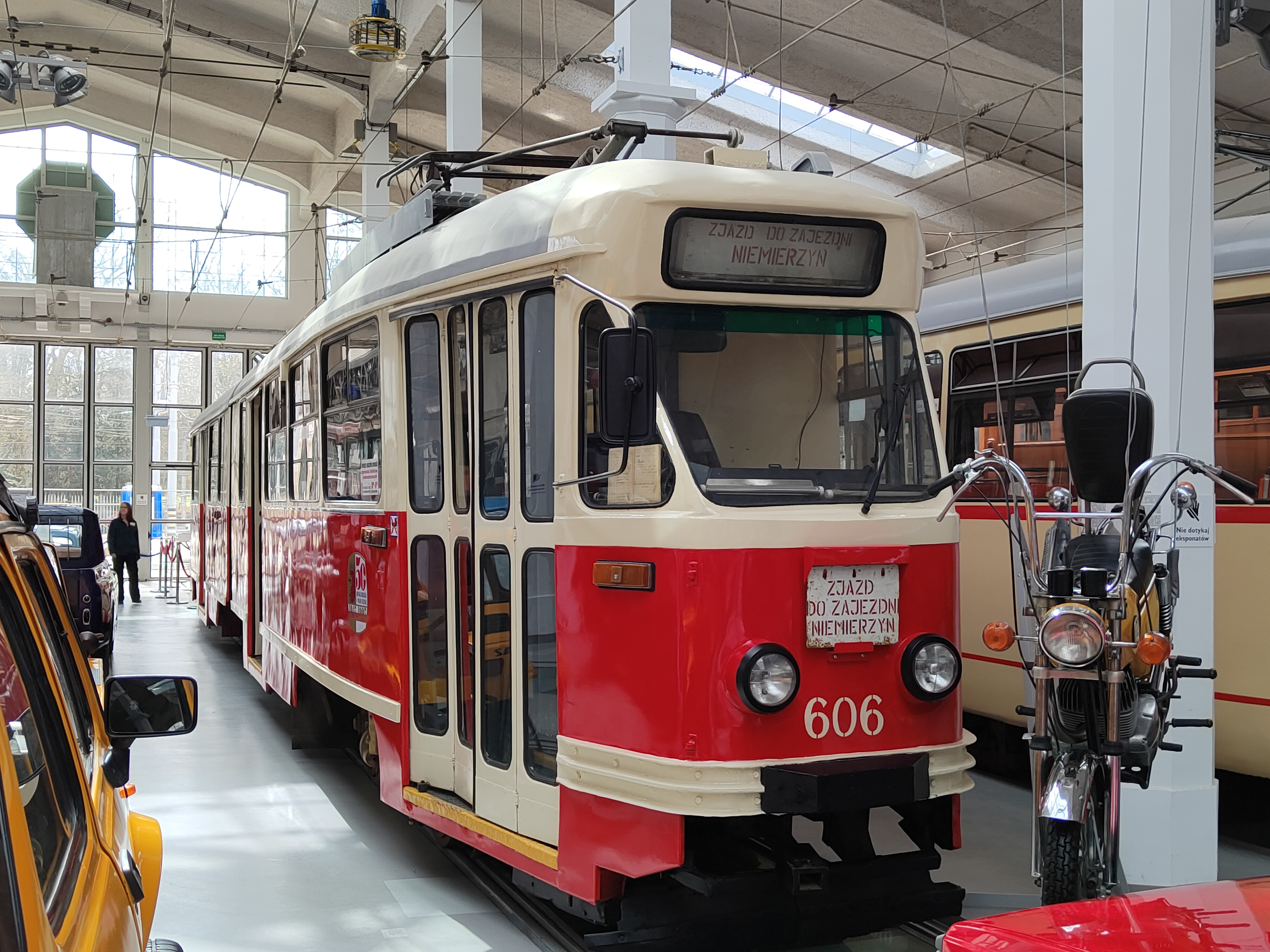
Zabytkowy Konstal 102Na w Szczecinie

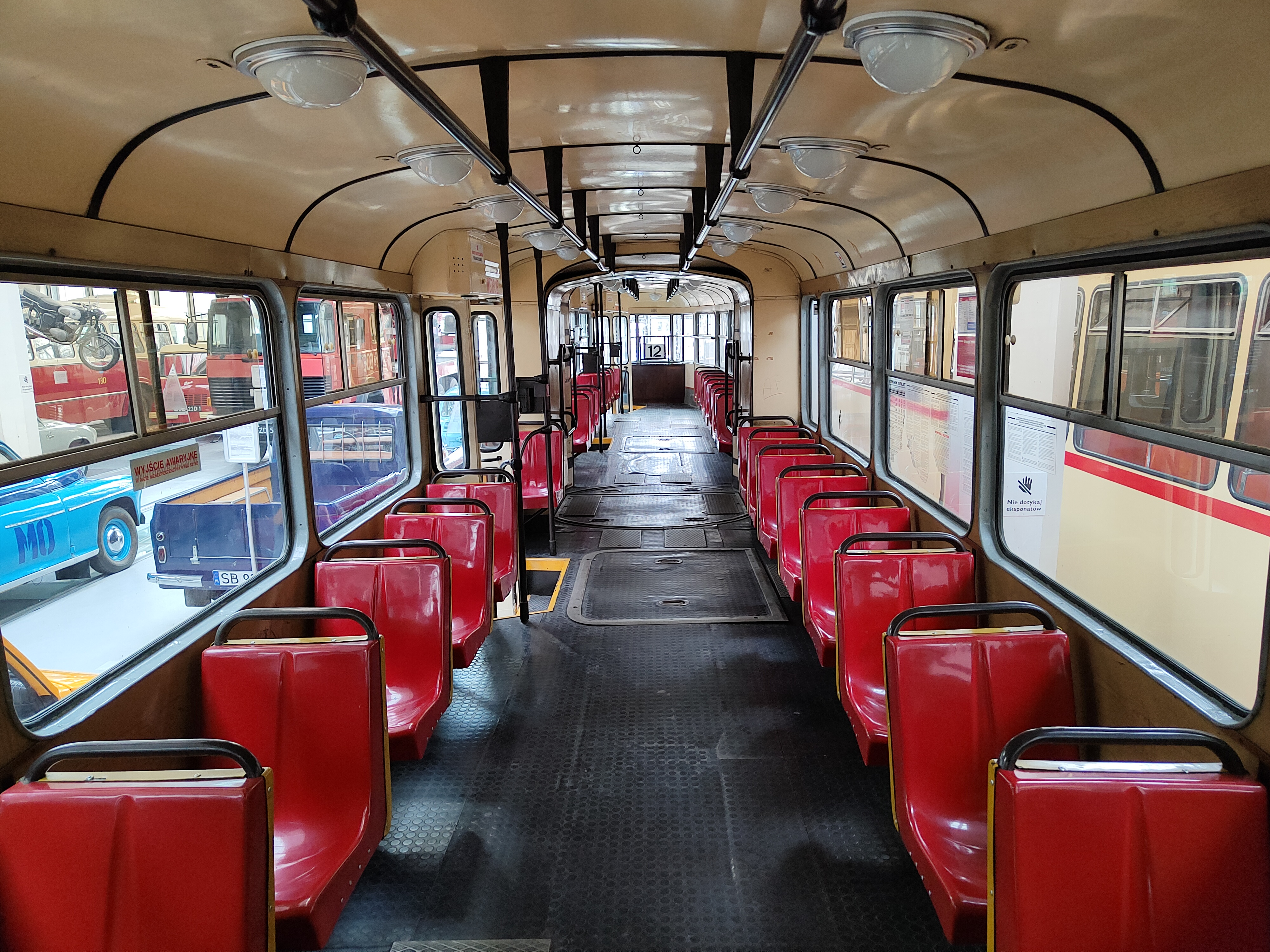
Wnętrze szczecińskiego wagonu 102Na

Pierwsze 10 wagonów typu 102Na dostarczono do Szczecina w 1971 roku. Nowym tramwajom nadano numery taborowe z zakresu 601–610 i przydzielono do zajezdni Pogodno. Rok później zakupiono kolejnych 20 tramwajów typu 102Na, które otrzymały numery taborowe 611-630. Niektóre z nich kursowały w składach podwójnych w związku z niedoborem motorniczych. Na początku lat 90. XX wieku remont wyeksploatowanych tramwajów powierzono warsztatom tramwajowym w Krakowie: z 28 czynnych egzemplarzy 11 rozebrano na części zamienne, a 16 skierowano do remontu. Oprócz tego do modernizacji przekazano także 7 używanych tramwajów 102Na, 803N i 102N zakupionych w innych miastach w Polsce. Zakres modernizacji tramwajów obejmował zastąpienie pojedynczego reflektora dwoma nowymi i montaż nowych kierunkowskazów, wymianę siedzeń, montaż przycisków indywidualnego otwierania drzwi. Po remoncie zmieniono miejsce ich garażowania z zajezdni Pogodno na zajezdnię Niemierzyn. W 2004 r. przeniesiono je z powrotem na Pogodno w związku z likwidacją zajezdni Niemierzyn. Zakup używanych tramwajów typu Tatra KT4DtM z Berlina pozwolił na wycofanie z eksploatacji tramwajów typu 102Na będących już w złym stanie technicznym. Ostatnie tramwaje 102Na zakończyły służbę liniową 28 lutego 2007 r. Do celów muzealnych zachowano wagony nr 604 (oczekuje na renowację) i 606 (eksponat Muzeum Techniki i Komunikacji).

## Wagony historyczne
| Miasto                 | Numer taborowy | Obecny właściciel                     | Typ   | Rok produkcji | Pochodzenie wagonu     | Historyczny od roku      |        |
| ---------------------- | -------------- | ------------------------------------- | ----- | ------------- | ---------------------- | ------------------------ | ------ |
| Bydgoszcz              | 201            | MZK Bydgoszcz                         | 803N  | 1974          | Bydgoszcz              | oczekuje na remont       | [ 18 ] |
| Częstochowa            | 628            | MPK Częstochowa                       | 102Na | 1970          | Częstochowa            | 2013                     | [ 19 ] |
| Gdańsk                 | 1105           | GAiT                                  | 102Na | 1970          | Wrocław                | 2009                     | [ 20 ] |
| Gdańsk                 | 2061           | Prywatny właściciel (przekazany GAiT) | 102Na | 1972          | Wrocław                | oczekuje na remont       | [ 21 ] |
| konurbacja górnośląska | 169            | Tramwaje Śląskie                      | 102Na | 1970          | konurbacja górnośląska | ?                        | [ 22 ] |
| Kraków                 | 210            | MPK Kraków                            | 102Na | 1970          | Kraków                 | ?                        | [ 23 ] |
| Łódź                   | 2              | KMST                                  | 803N  | 1973          | Łódź                   | 2012                     | [ 24 ] |
| Łódź                   | 37             | KMST                                  | 803N  | 1973          | Łódź                   | 2012                     | [ 25 ] |
| Poznań                 | 71             | MPK Poznań                            | 102Na | 1970          | Poznań                 | 2013                     | [ 26 ] |
| Szczecin               | 604            | MTiK                                  | 102Na | 1970          | Szczecin               | 2006                     | [ 27 ] |
| Szczecin               | 606            | MTiK                                  | 102Na | 1971          | Szczecin               | 2006                     | [ 28 ] |
| Warszawa               | 42             | Tramwaje Warszawskie                  | 102Na | 1971          | Poznań                 | 1998 (od lat niesprawny) | [ 30 ] |
| Wrocław                | 2069           | KSTM                                  | 102Na | 1972          | Wrocław                | 2010                     | [ 31 ] |

## Galeria

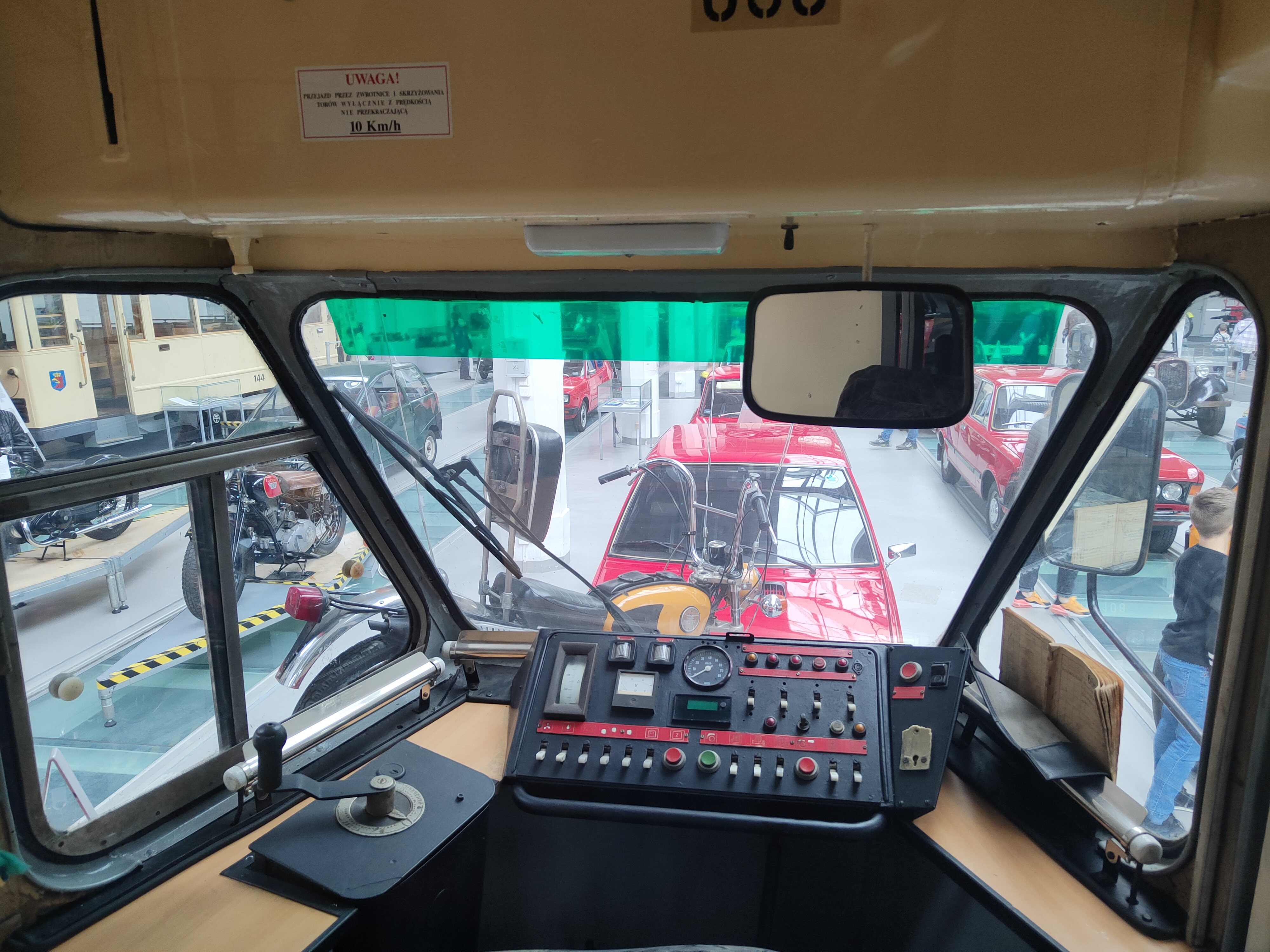
Pulpit motorniczego
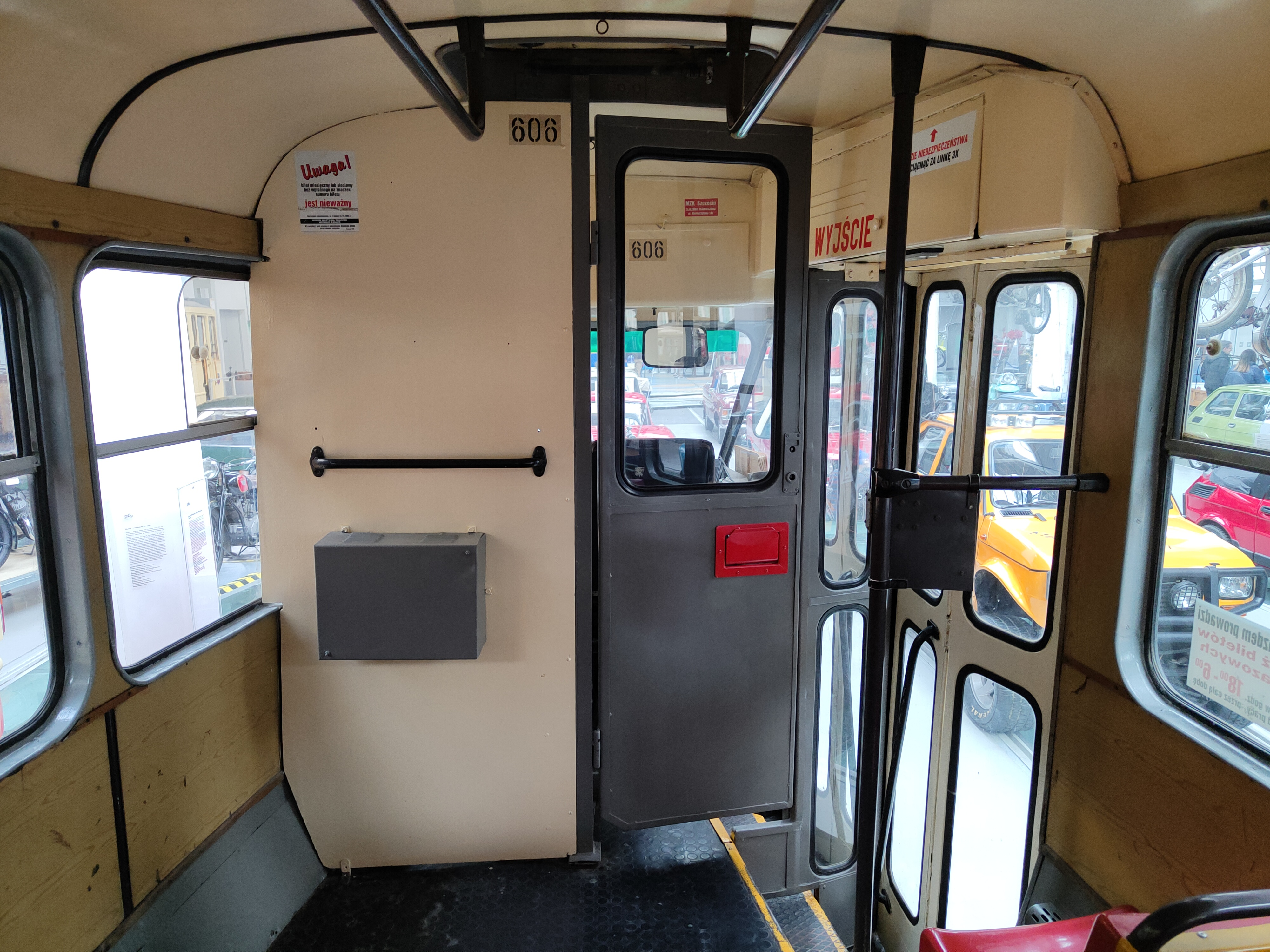
Kabina motorniczego
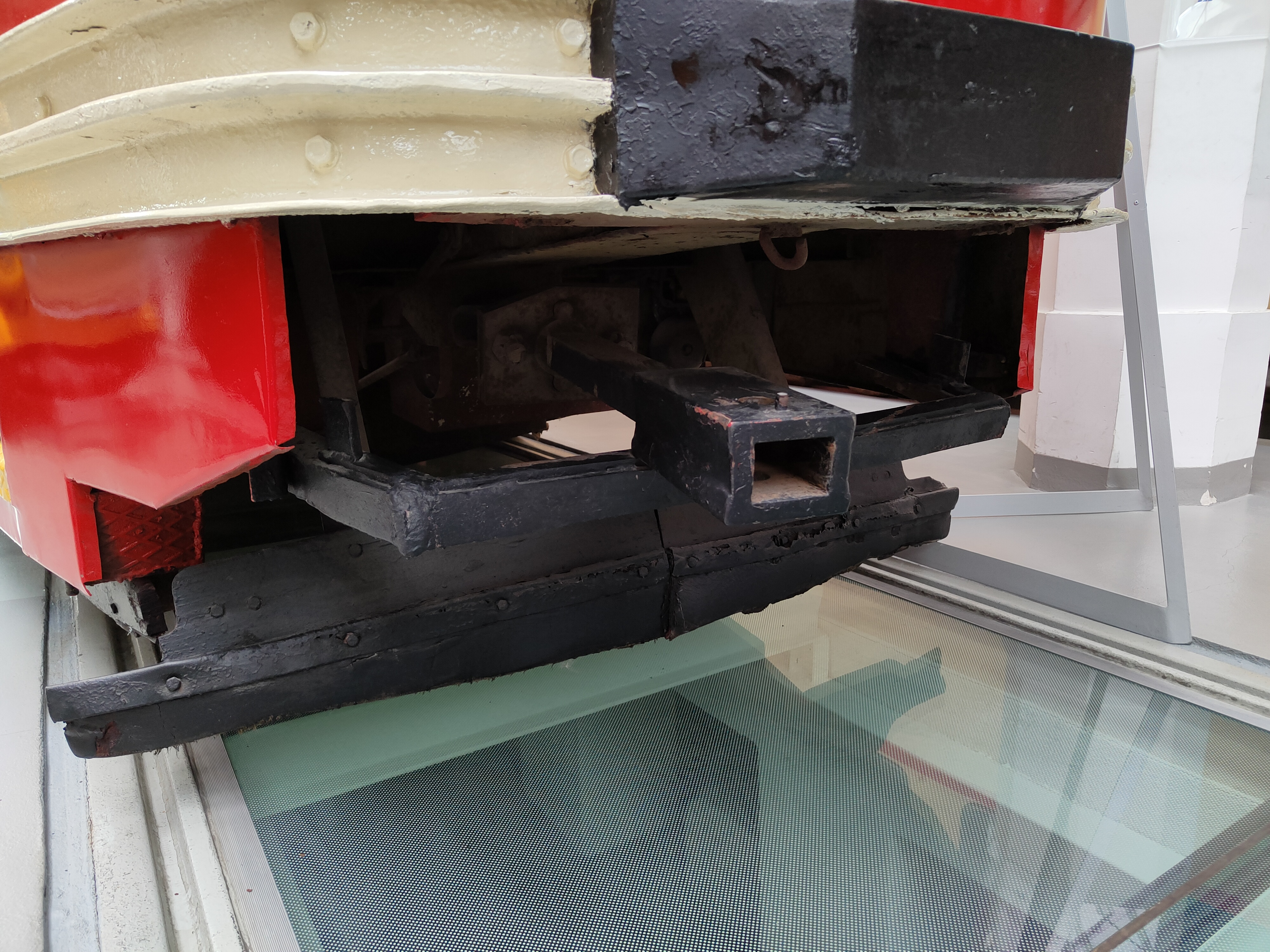
Sprzęg Alberta
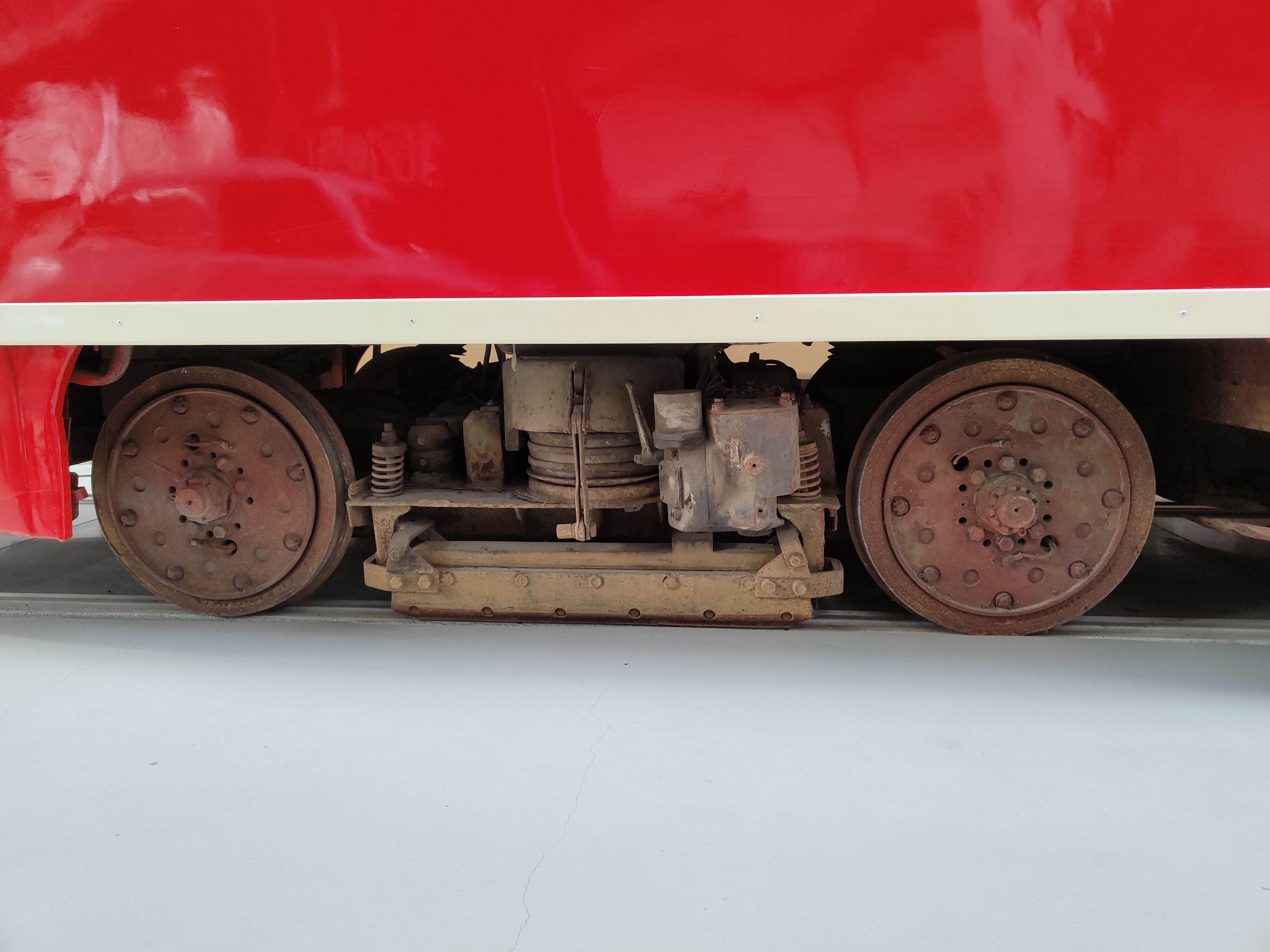
Wózek napędowy
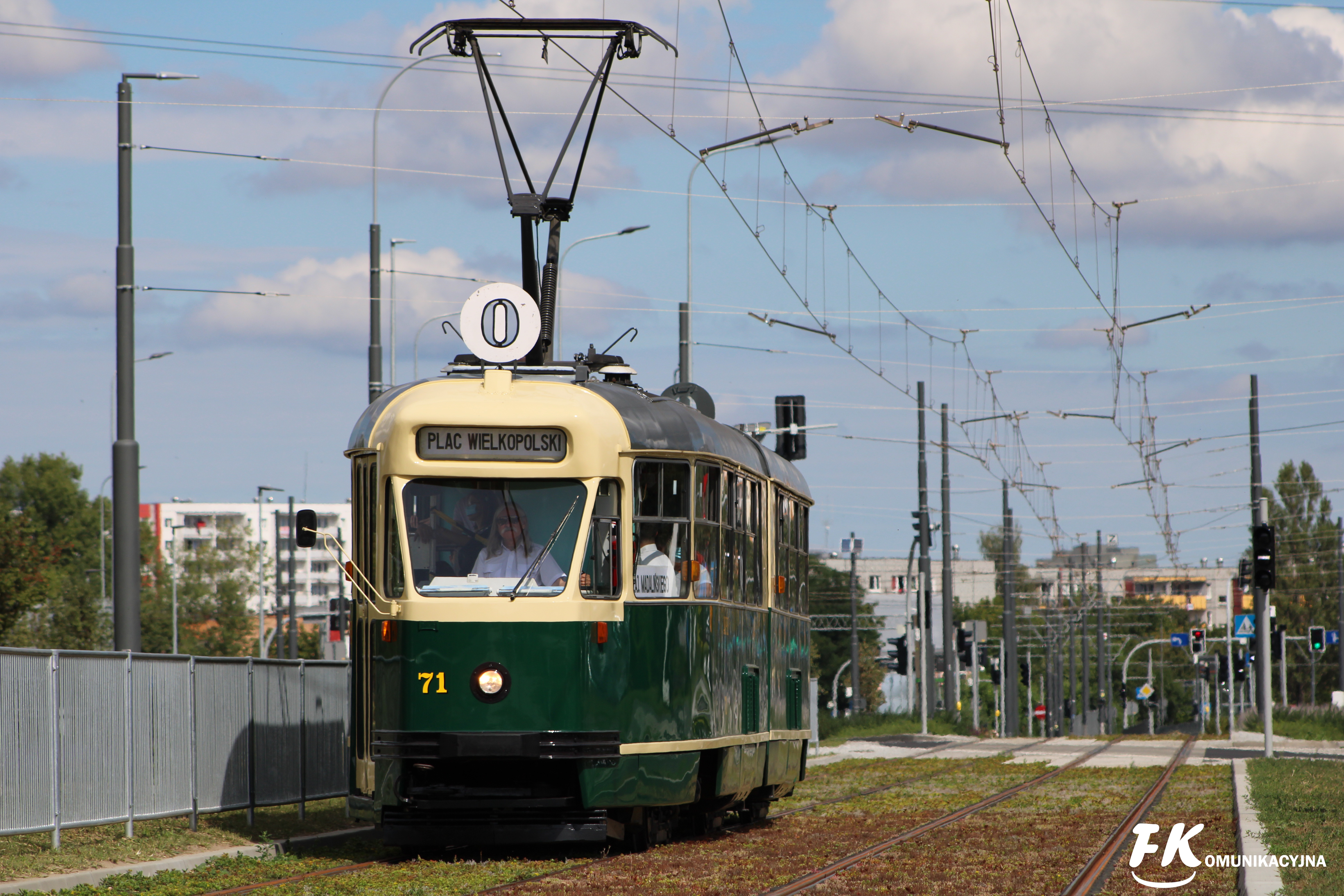
Zabytkowy 102Na w Poznaniu, 2020
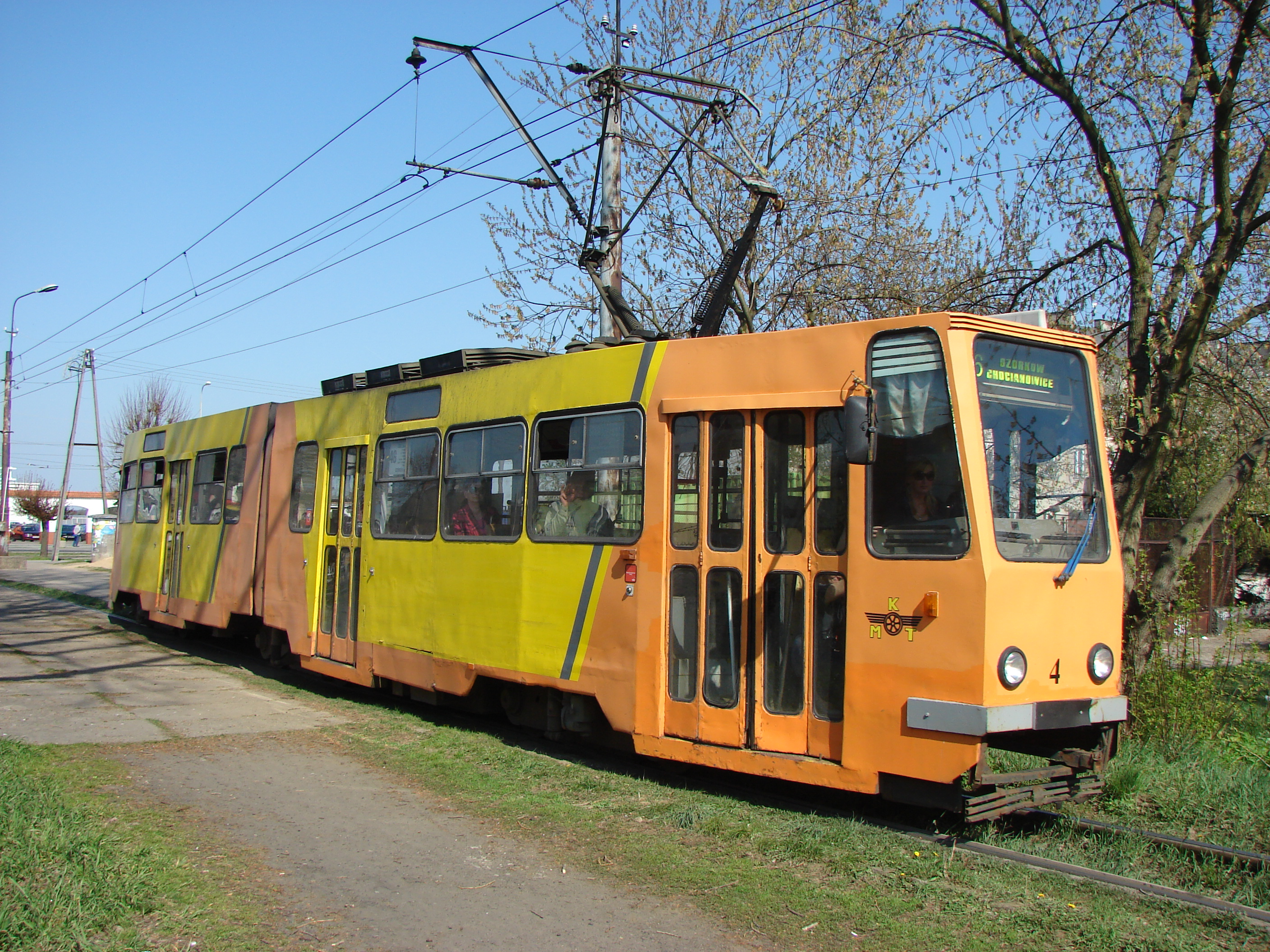
Zmodernizowany przez MKT 803N w Ozorkowie, 2011
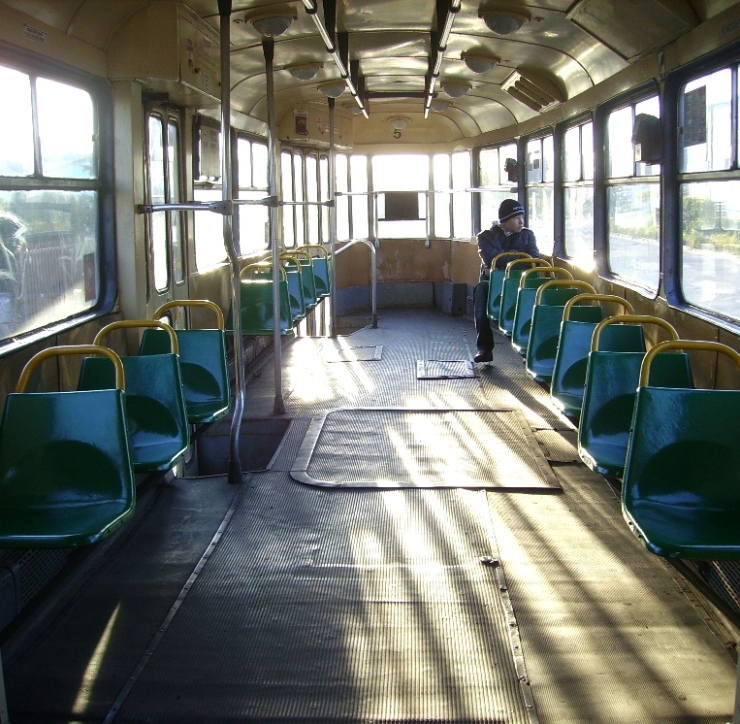
Wnętrze łódzkiego 803N należącego do spółki Tramwaje Podmiejskie
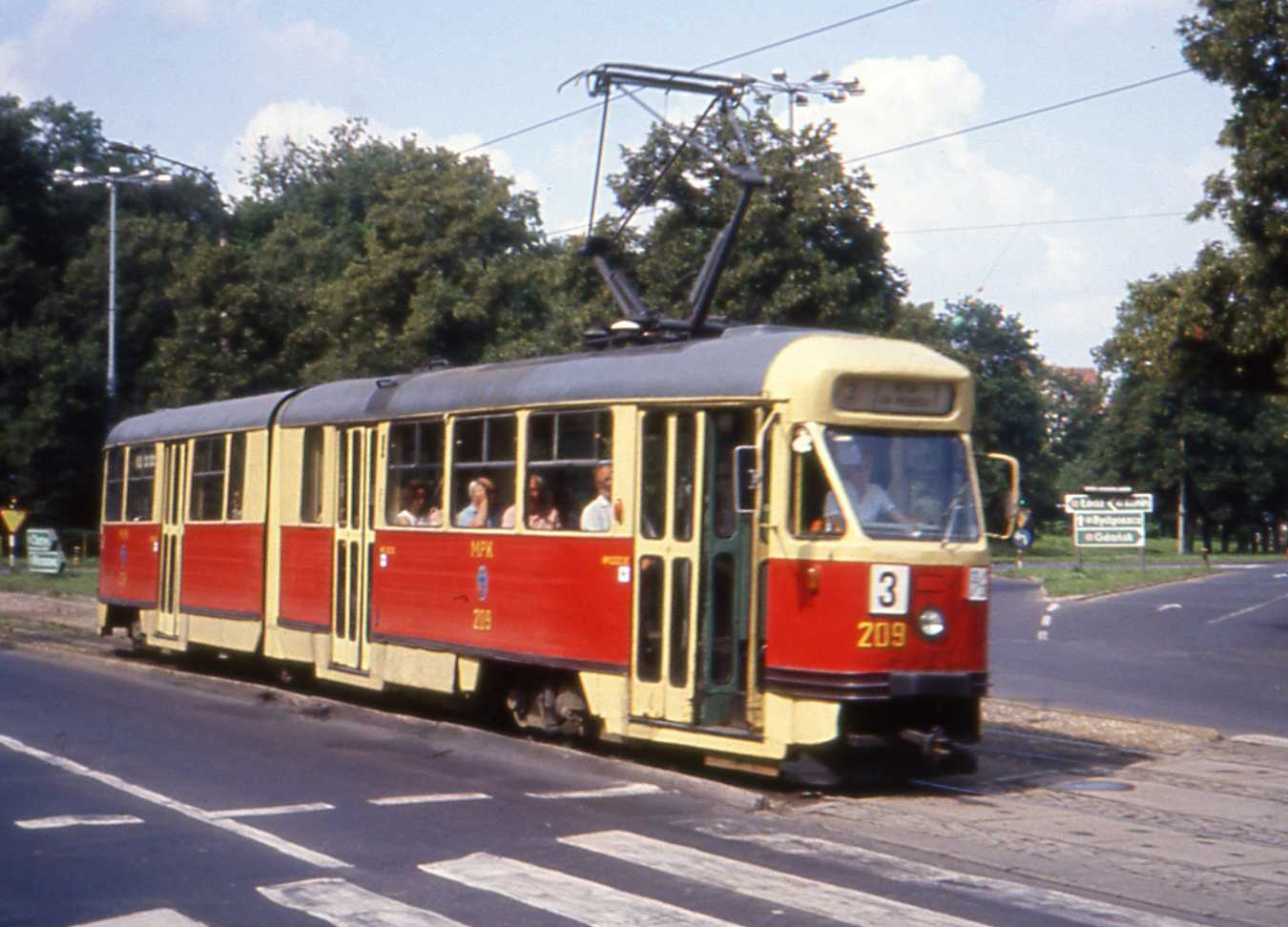
803N w Toruniu, lata 80.
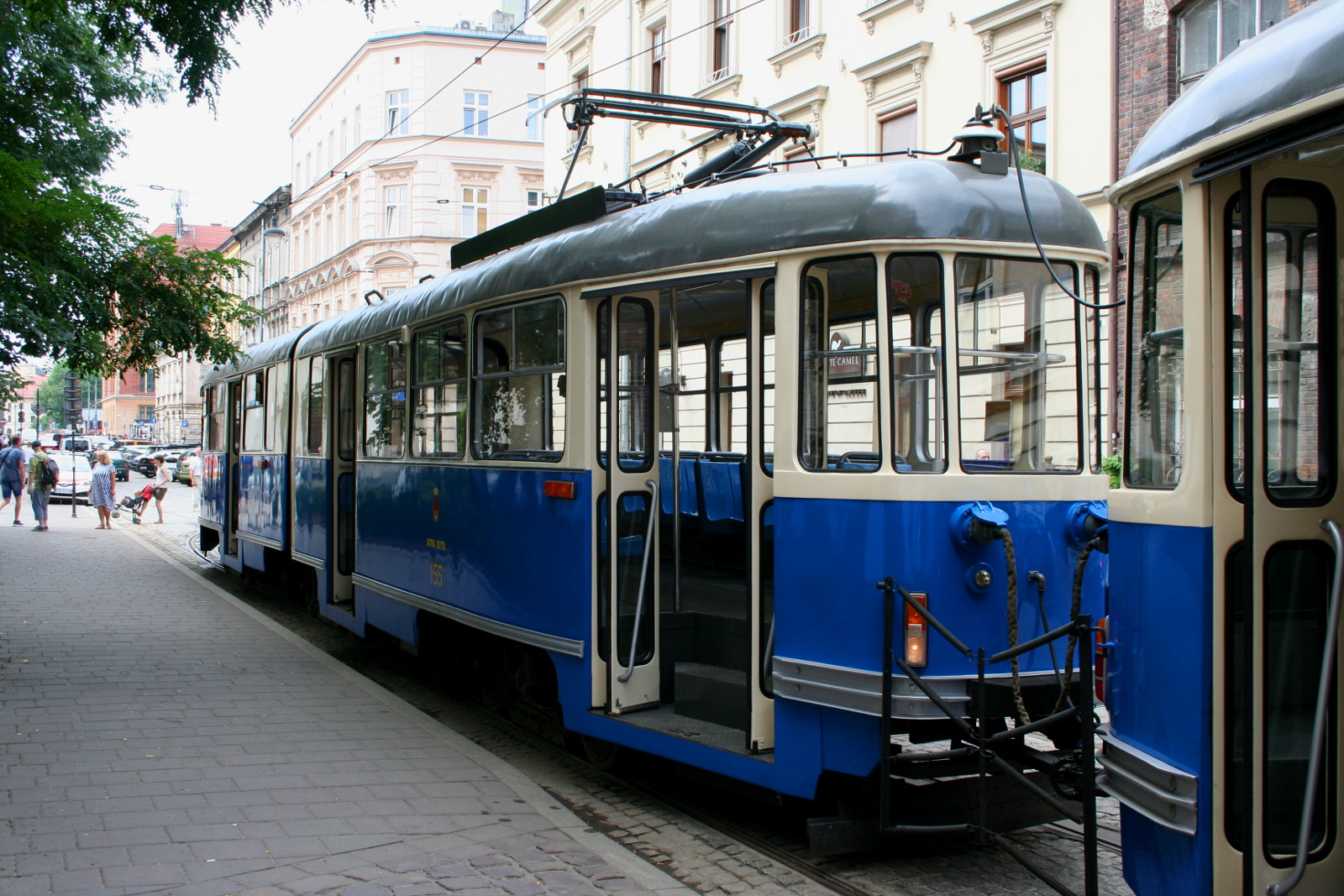
Wagon doczepny 102NaD w Krakowie
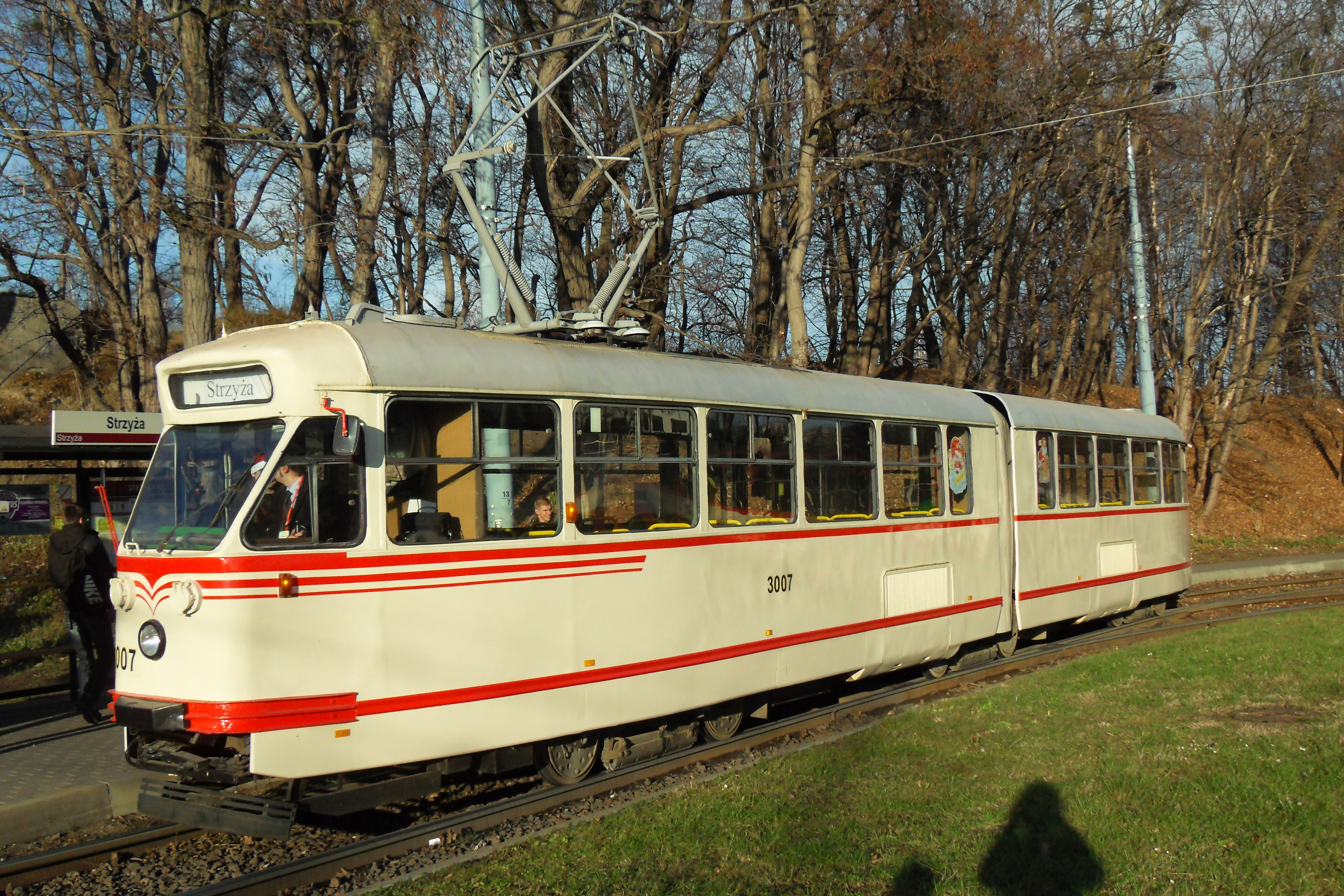
Zabytkowy 102Na w Gdańsku (ex 2007 w MPK Wrocław)
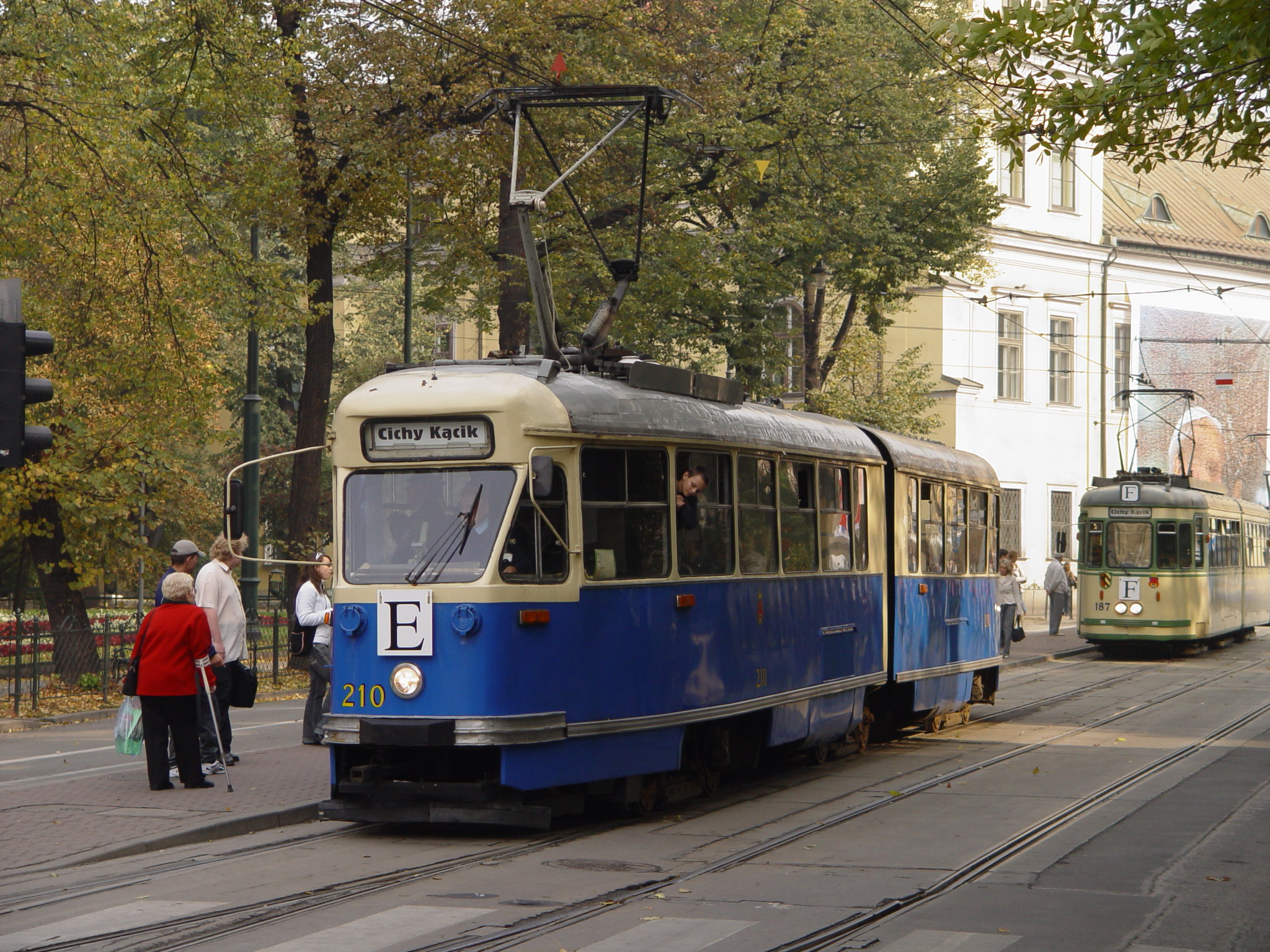
102Na w Krakowie, 2005
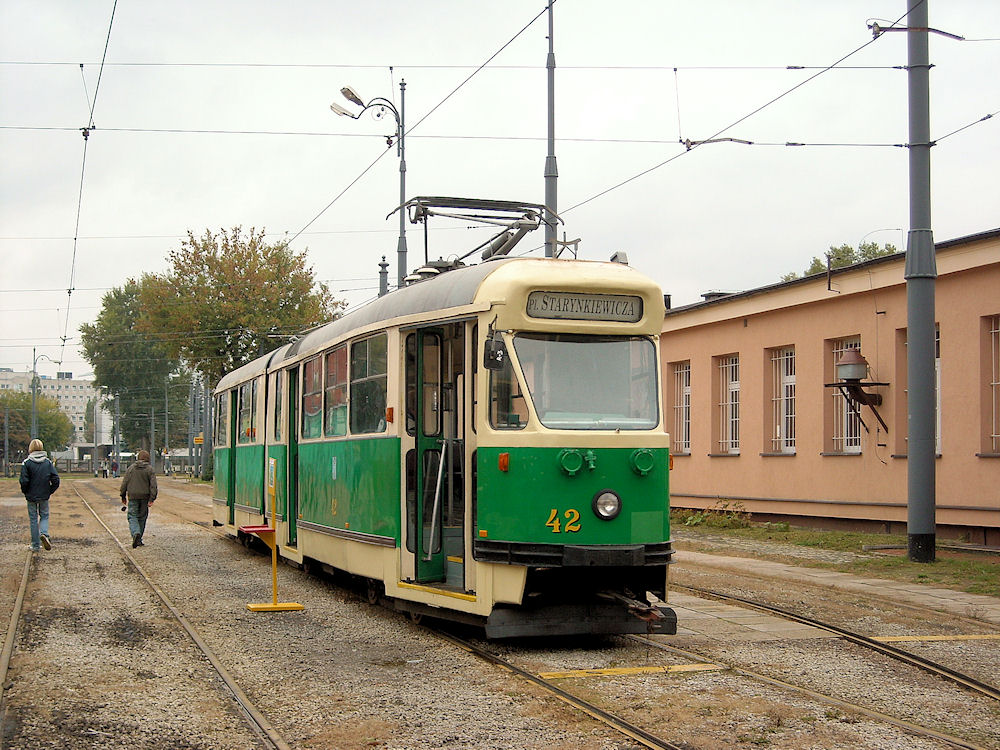
102Na w Warszawie, 2008